# Estação Jacques Brel
Jacques Brel é uma estação da 5 (antiga linha 1B) do Metropolitano de Bruxelas.